# Fatos e Dados
Fatos e Dados é um blogue criado pela Petrobras para divulgar a posição da empresa sobre fatos que seriam investigados pela CPI da Petrobras. Foi inaugurado em 2 de junho de 2009.
O blogue causou polêmica ao divulgar, antes da respectiva reportagem, as perguntas e respostas escritas que jornalistas enviaram à assessoria de imprensa da empresa. Os jornais Folha de S.Paulo e o O Globo protestaram contra a atitude, ganhando o apoio da Associação Nacional de Jornais. O jornal O Estado de S. Paulo afirmou que concordava com a posição da associação.
Por outro lado, o presidente da Petrobras, José Sérgio Gabrielli, defendeu a divulgação, afirmando que não se tratava de vazamento de informações, já que as informações eram da própria empresa e que apenas trabalhava pela transparência, evitando a privatização da informação e que um jornal escolha qual informação divulgar ou não. O presidente da Associação Brasileira de Imprensa, Maurício Azêdo, considerou que o blogue não quebrava o sigilo na correspondência eletrônica dos jornais.
Franklin Martins, ministro-chefe da Secretaria de Comunicação Social, considerou a divulgação completa das perguntas e respostas no blogue, uma tendência, que só foi possível com a internet. Segundo ele, a empresa e a imprensa poderiam chegar a um acordo de que as informações no blogue só fossem publicadas após as reportagens, como já era feito pelo governo federal. O ministro das Relações Institucionais, José Múcio Monteiro, também se mostrou favorável à criação do blogue.